# 丙酮酸脱羧酶
丙酮酸脱羧酶是一种催化丙酮酸脱羧生成乙醛的酶，也被称为2-氧代酸羧化酶，化学式为：C2954H4610O895N795S31P2Mg，EC4.1.1.1、α-酮酸羧化酶和丙酮酸脱羧酶。 在厌氧条件下，该酶参与酵母（尤其是酵母属）的发酵过程，通过发酵产生乙醇。该酶也存在于某些鱼类（包括金鱼和鲤鱼）中，使它们在缺氧时能够进行乙醇发酵（与乳酸发酵共同作用）。 丙酮酸脱羧酶通过将丙酮酸转化为乙醛和二氧化碳启动这一过程。 丙酮酸脱羧酶依赖辅因子硫胺素焦磷酸（TPP）和镁离子。该酶不应与无关的丙酮酸脱氢酶复合体（一种氧化还原酶，EC 1.2.4.1）混淆，后者催化丙酮酸氧化脱羧生成乙酰辅酶A。